# Toni Nikolić
Toni Nikolić hrvatski je botaničar i redoviti profesor u trajnom zvanju. Diplomirao je 1986.; magistrirao 1989.; i doktorirao 1992. Objavio je ukupno 67 znanstvenih radova.
Suradnik je na Flora Croatica Databaseu.

## Radovi
Neka od njegovih djela su:
- Flora Hrvatske – invazivne biljke, Toni Nikolić, Igor Boršić, Božena Mitić
- Flora Medvednice, Toni Nikolić, Sanja Kovačić
- Praktikum sistematske botanike, Toni Nikolić
- Sistemska botanika, Toni Nikolić
- Osnove botaničke nomenklature, Toni Nikolić
- Flora Croatica – vaskularna flora Republike Hrvatske, Volumen 4. Ekskurzijska flora.

## Vanjske poveznice
- Službena stranica